# カカ (サッカー選手)
カカ（Kaká）こと、リカルド・イゼクソン・ドス・サントス・レイチ（Ricardo Izecson Dos Santos Leite、1982年4月22日 - ）は、ブラジル・ブラジリア出身の元サッカー選手、現代理人（スポーツエージェント）。元ブラジル代表。現役時代のポジションはミッドフィールダー。
ACミランでのプレーメーカーとしての全盛期は、創造的なパス、スピード、決定力、中盤からのドリブルを武器とし、世界最高の選手の一人と考えられており、専門家からも同世代の中で最も偉大な選手の一人とみなされている。クラブレベルでも代表でも成功を収め、FIFAワールドカップとUEFAチャンピオンズリーグとバロンドールの3つを獲得した9人の選手の内の一人である。
2001年に18歳でサンパウロFCでプロデビューを果たし、サンパウロでの活躍により2003年にセリエAのACミランに加入した。イタリアでの最初のシーズンにリーグ優勝に貢献し、2004-05シーズンのUEFAチャンピオンズリーグではミランは決勝で敗れたものの、カカは最多アシストを記録して最優秀ミッドフィールダーに選出された。2006-07シーズンのUEFAチャンピオンズリーグでも優勝し、カカは大会得点王となった。このシーズンの活躍により、FIFA最優秀選手賞とバロンドール、UEFA年間最優秀選手を受賞した。ミランに6年間在籍した後、2009年に当時としては2番目に高額な6700万ユーロという移籍金でレアル・マドリードに移籍した。しかし、スペインでは怪我に悩まされた4シーズンを過ごし、身体能力が急激に低下した後に、2013年に1シーズンだけミランに復帰して、その後メジャーリーグサッカーの新規参入クラブのオーランド・シティSCに加入した。加入当初は古巣のサンパウロFCにレンタル移籍したが、2015年よりオーランド・シティに復帰し、2017年に現役を引退した。
2002年にブラジル代表としてデビューすると、その年のFIFAワールドカップに出場し優勝を果たした。2006年のFIFAワールドカップではロナウド、アドリアーノ、ロナウジーニョとカルテット・マジコを形成し、2010年のFIFAワールドカップにも出場したが、この2大会のワールドカップでの成績は振るわなかった。2005年と2009年のFIFAコンフェデレーションズカップの優勝メンバーでもあり、2009年大会では大会MVPに選ばれた。
2006年から2009年にかけてFIFProワールドイレブンとUEFAチーム・オブ・ザ・イヤーに3回ずつ選ばれた。2010年にはACミランの殿堂入りを果たした。現役時代には世界でもっとも有名なアスリートの一人であり、Twitterで1000万人のフォロワーを獲得した初めてのスポーツ選手だった。競技外でも慈善活動で知られ、2004年に国際連合世界食糧計画の最年少大使に選ばれた。ピッチ内外での活躍により、タイム誌の選ぶ世界で最も影響力のある100人に2008年と2009年に選ばれている。

## 経歴

### クラブ

#### 誕生からサンパウロFC時代まで
ブラジルの首都ブラジリアで生まれ、生後すぐにクイアバに移り、7歳の時にサンパウロへ移る。父がサンパウロFCのクラブ会員だったことから、9歳でサンパウロFCのクラブ会員用のチームに加入。当時から技術面では優れたものを持っていたが、他の子たちに比べて線が細く、補欠に甘んじていた。その後、クラブでのトレーニングによってビルドアップに成功し、弱点を克服した。
17歳の頃、クラブの深刻な財政難からトルコのクラブ、もしくはCSKAモスクワに売却されそうになった。だが本人は、「あの時に移籍していても今のように素晴らしいキャリアを築くのは難しかっただろう」と語っている。18歳の時、プールで遊んでいた際に頭部を強打して頸椎を損傷する重傷を負い、あわや下半身不随寸前の怪我だったものの、極度の近視となった以外は幸いにも運動能力にはほとんど影響は見られなかった。カカはこれを神のおかげであるとし、十分の一税を行った。なお、本人は「あの事故を契機に人生観が変わった」と語っている。また、事故から4か月後には2001年2月のボダフォゴ戦でサンパウロのトップチームデビューを果たした。途中出場ながら2得点を決める活躍を見せると、以降サンパウロのトップチームに定着する。

#### ACミラン時代
2003年、880万ユーロ（約12億円）の移籍金でACミランへ移籍。サンパウロでは背番号8番を、2002 FIFAワールドカップでは23番をそれぞれ着けていたが、ミランでは既にジェンナーロ・ガットゥーゾとマッシモ・アンブロジーニがそれぞれの背番号を着けていたため、自身の誕生日の日付にちなんで22番を背負うことになった。入団時のメディカルチェックでは特にずば抜けていた加速値と絶対スピードの項目をはじめ、それまでの選手とはかけ離れて高い数値を記録。ミランラボの担当者は「こんな数字は見たことがなかった」と証言した。移籍初年度である2003-04シーズンの開幕戦から驚異的な活躍でスタメンの座を確立し、同シーズンはセリエAで30試合に出場、チームのスクデット（リーグ優勝）、UEFAスーパーカップ獲得に大きく貢献した。
2004-05シーズンはアンドリー・シェフチェンコの後ろの位置でプレーし、36試合で7得点を決めた。この年、UEFAチャンピオンズリーグでは決勝でリヴァプールFCにPK戦で敗れたものの、カカは投票による大会最優秀ミッドフィールダーに選ばれた。イスタンブールの悲劇ともいわれるリヴァプールFC戦の敗北について、「たとえこの先何度優勝できたとしてもあの敗北を忘れることは出来ない」と語っている。また、2004年には国際連合世界食糧計画における最年少大使となった。
ACミランとは当初2009年6月までの契約であったが、2005-06シーズン終了後にはACミランの八百長疑惑によりクラブのセリエB降格の危機が報じられ、カカの元にも複数のクラブから移籍のオファーが舞い込んだ。プレミアリーグのチェルシーFCから7000万ポンド（約152億6000万円）という超破格のオファーが来たが、ミランは受け入れなかった。このとき本人も「ACミランが降格しないなら、クラブに忠誠を誓う」と発言。その後2006年7月15日にミランは降格を免れる判決を下された。

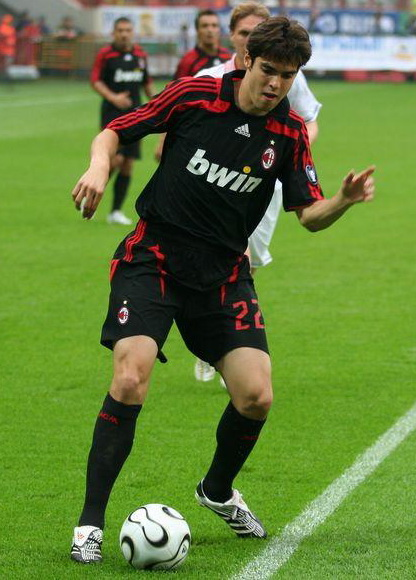
ミランでのカカ（2007年）

2006-07シーズンは、UEFAチャンピオンズリーグにて10得点を決めブラジル人としてはリバウド以来の得点王となり、チャンピオンズリーグ優勝の原動力となった。また、FIFAクラブワールドカップ2007では1得点3アシストの大活躍を見せ、UEFA年間最優秀選手に輝くと共に、欧州代表として初となるFIFAクラブワールドカップ優勝に導いた。これらの活躍を評価され、2007年はバロンドール、FIFA年間最優秀選手賞、FIFPro年間最優秀選手賞、英誌ワールドサッカー選出世界年間最優秀選手賞をいずれも初受賞した。また、同年にはレアル・マドリードから8000万ユーロ（約140億円）の移籍金と手取り1400万ユーロ（約20億円）のオファーがあったが、本人は「レアルは僕が欲しいなら、ベルルスコーニ会長の首を縦に振らせればいい」と言い、パオロ・マルディーニ引退後にキャプテンを継ぎたいと語った。そして、2008年には2013年までACミランとの契約を延長した。
2009年1月、プレミアリーグのマンチェスター・シティFCがカカ獲得にサッカー界史上最高額の1億ユーロ（約120億円）以上ともいわれる移籍金をミランに提示したことによる移籍騒動が勃発。カカにも年俸1500万ユーロ（約20億円）を提示 し、ミランもカカの移籍を容認したものの、本人は残留を希望し、同月19日、ミランに残留することが決まった。また、多くのサポーターは移籍に大反対し、中にはカカの自宅周辺などに集結したサポーターもおり、カカは窓からユニホームを掲げ、笑顔で応えた。
この残留により翌日の練習で監督のカルロ・アンチェロッティは、「今冬の補強はカカがこのミランというクラブに残留したことだ」と語った。

#### レアル・マドリード時代

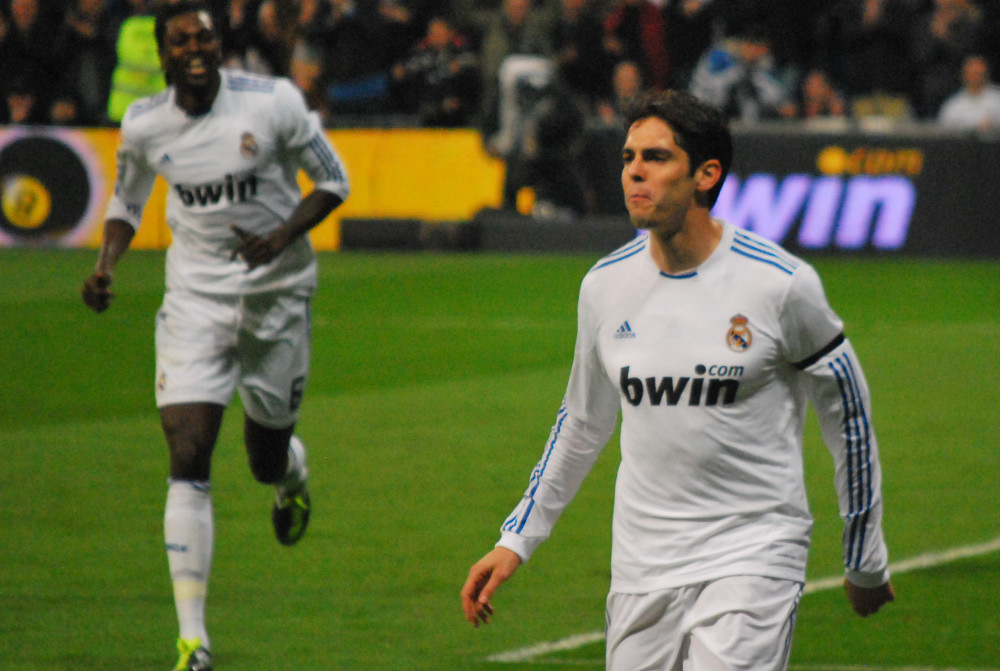
レアル・マドリードでのカカ（2011年）

2009年6月9日、フロレンティーノ・ペレスが会長に復帰したレアル・マドリードの最初の新加入選手として移籍金6800万ユーロ（約92億円）の6年契約で移籍。なお、この移籍金は2001年にジネディーヌ・ジダンが同じくレアル・マドリードに移籍したときの7696万ユーロ（約103億円）に次いで当時史上2番目に高額な移籍金となった。紆余曲折の末の移籍であり、カカ本人はこの移籍について会見で「（裏口ではなく）玄関から去る」と語った。また、レシフェで行われた会見では、あくまで最高の形はミランへの残留であったとしながらも、移籍は財政難に苦しむミランのことを思えばこそであり、移籍をするのであればレアル・マドリードしかないと語った。
入団発表では5万人のサポーターがエスタディオ・サンティアゴ・ベルナベウに集まった。レアル・マドリードでは当初、かつてジネディーヌ・ジダンが着けていた背番号5番を着けることが噂され、ジダン自身もカカが5番を背負うことに好意的な発言をしたものの、最終的には本人の希望で8番を背負うことになった。親善試合のトロントFC戦でレアル・マドリードでのデビューを飾り、同じく親善試合のボルシア・ドルトムント戦で初得点を決め、更に9月23日、ビジャレアルCF戦でペナルティーキックからレアル・マドリードでの公式戦初得点を記録した。しかし、恥骨炎の影響もあってか以前のような活躍は出来ておらず、その年のリーガワースト移籍ランキングで10位に選ばれ、更に2010 FIFAワールドカップ後には半月板の手術を行い、4か月程度の離脱が発表された。
翌年1月3日のヘタフェCF戦で238日ぶりに招集を受け、後半77分にカリム・ベンゼマとの交代でピッチに立った。翌週のビジャレアル戦でも71分から途中出場すると、復帰後初得点を挙げ、4月23日のバレンシア戦では2ゴール2アシストを挙げた。しかし、度重なる負傷の影響と新加入のメスト・エジルの台頭などもあってレギュラーの座を奪うまでには至らず、シーズン終了後には移籍報道が加熱し、スペイン紙アスが行ったアンケートでは、78%が「カカを放出すべき」と答えた。しかし、カカ自身は一貫してレアル・マドリード残留を明言した。2013年冬のメルカートにミランは再びカカの獲得に乗り出した。カカ自身も復帰を希望しており、移籍騒動が起きたもののサラリー面で復帰はほぼ不可能となった。その後、カカは「1年はレアルでいいシーズンを過ごしたい」と改めて残留を強調した。引退後の2018年にカカ本人がレアル時代を振り返り、負傷の影響によるコンディション不良に加え、当時監督であったジョゼ・モウリーニョから信用を得られなかったことを明かした（その後、プライベートでモウリーニョと会い、現在はわだかまりはないことも強調している）。

#### ACミランへの復帰
2012-13シーズン後、レアル・マドリードはイスコやガレス・ベイルといった攻撃的なMFを相次いで獲得した。これまで十分な出場機会がなかったことや、2014年にブラジルで開催されるワールドカップにむけた出場アピールの機会を求めて、移籍を志願。
2013年9月2日、古巣のACミランへの復帰が決定。大幅に減俸した2年契約である。

#### オーランド・シティSC時代

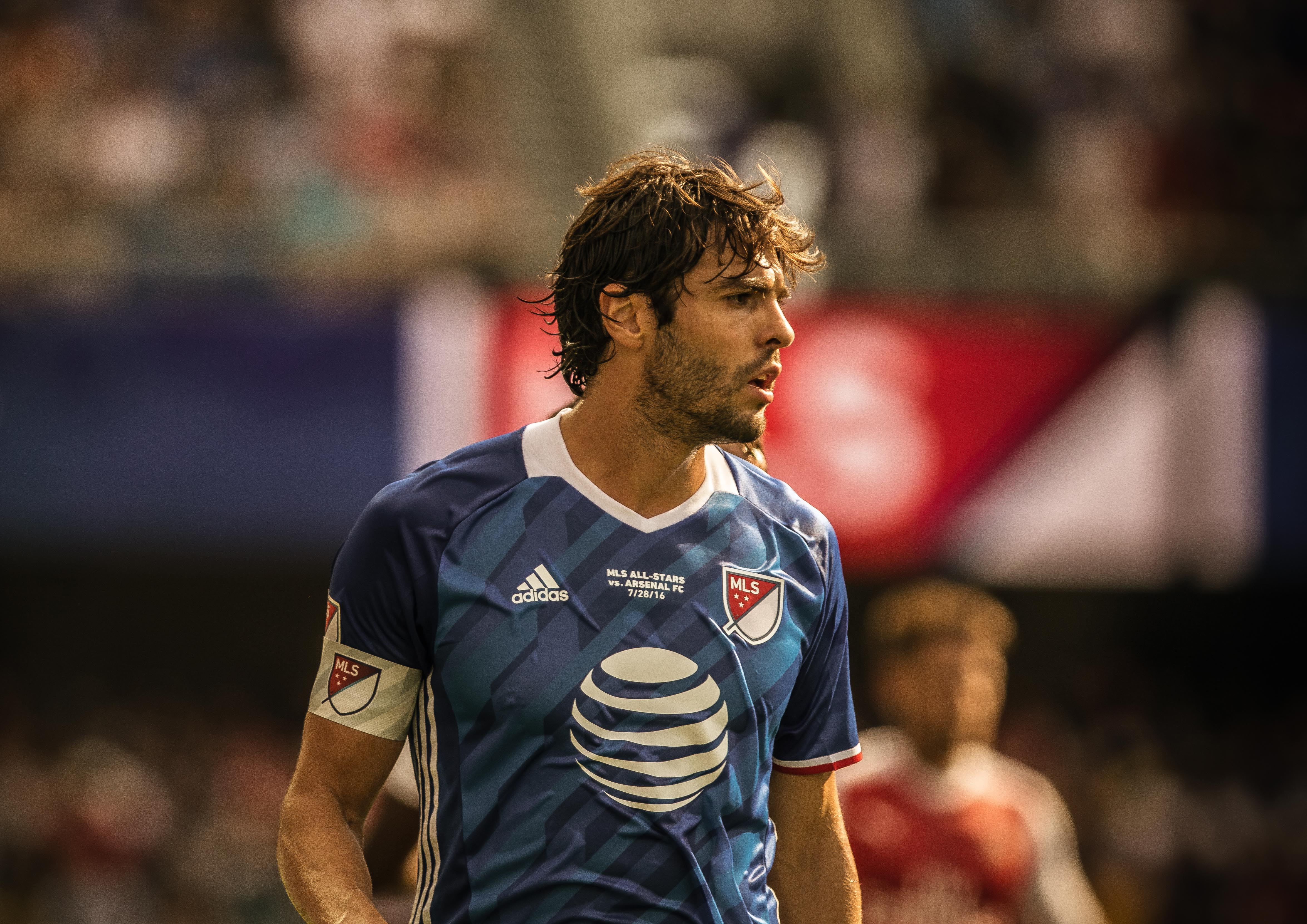
MLSオールスターゲームに出場したカカ（2016年）

ミランが欧州カップ戦の出場権を逃したため、2014年6月30日に契約解除オプションを行使して退団、7月1日に2015年からメジャーリーグサッカーに新設されるオーランド・シティSCへの加入と古巣サンパウロFCへ半年間へのレンタル移籍が発表された。契約期間は3年間。2015年1月よりオーランド・シティに合流、チームではキャプテンに任命され、若い選手が多い中でチームの顔として個人レベルでは随所で活躍を披露したが、チームとしては2015シーズンは7位、2016シーズンは8位、2017シーズンも下位に低迷して3シーズン連続でプレーオフ進出を逃すなど低迷した。また2015年7月の対レアル・ソルトレイク戦ではキャリア初のレッドカードによる退場処分も経験した。チームの成績とは裏腹にカカ自身の年俸はチーム最高給であったことからオーランド側は契約延長を提示せず、2016年にはカカ自身も2017年12月の契約満了に伴う退団の意向を示しており、2017年10月11日にクラブ公式サイトにてシーズン終了後の退団が発表された。同年12月17日、現役引退を表明した。

### 代表
2002年のボリビアとの試合で代表戦初出場を果たす。2002 FIFAワールドカップのメンバーにも選ばれ、出場機会はコスタリカ戦での25分のみと少ないながらも優勝を経験した。翌年のCONCACAFゴールドカップではU-23ブラジル代表のキャプテンを務め、3得点を挙げて準優勝に貢献した。FIFAコンフェデレーションズカップ2005でブラジルは優勝し、アルゼンチンとの決勝で得点も決めた。

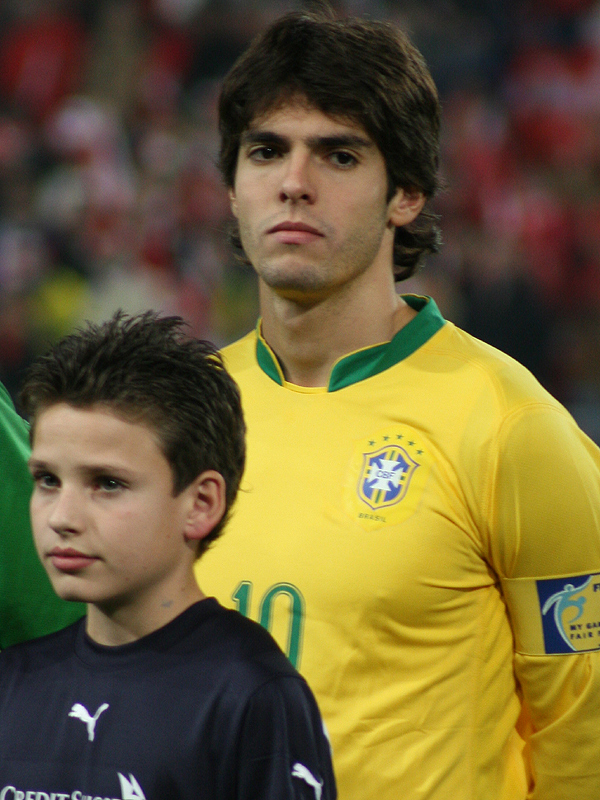
ブラジル代表でのカカ（2009年）

2006 FIFAワールドカップではロナウジーニョ、ロナウド、アドリアーノと共にカルテット・マジコ（「魔法の4人」）を形成し世界中で話題となったが、チームは上手く機能せず、個々の選手がバラバラに活躍するのみで優勝候補筆頭といわれた前評判を見せられぬまま、準々決勝でフランスに敗れベスト8で敗退した。
FIFAコンフェデレーションズカップ2009では背番号10を背負い、ブラジルの優勝に貢献すると共に大会最優秀選手（ゴールデンボール）に輝いた。
2010 FIFAワールドカップでは、前回大会のカルテット・マジコから唯一代表に選出され、この大会でも背番号10を背負って臨んだ。しかし、結果は前回大会と同じベスト8でオランダに逆転負けを喫し、カカは3アシストでドイツ代表のメスト・エジル、バスティアン・シュヴァインシュタイガー、トーマス・ミュラーに並び最多アシストとなるも無得点に終わった。南アフリカW杯以降は代表に招集されず、コパ・アメリカ2011でもプレーすることはなかった。親善試合の11月10日のガボン戦、同14日のエジプト戦で南アフリカW杯以来となる代表招集を受けたが、ふくらはぎの負傷により代表復帰は見送られた。
2012年10月におよそ1年ぶりに代表に招集されると、10月11日のイラクとの親善試合で約2年ぶりとなる出場を果たし、1ゴール1アシストの活躍をみせた。
オーランド・シティ移籍後もメジャーリーグサッカー所属の選手としては初となる代表召集を受け、負傷もあったりした中で断続的に召集されており、2016年5月には同年6月に開催されたコパ・アメリカ・センテナリオに負傷したドウグラス・コスタの代わりとして追加召集を受けたが、6月にカカ自身も負傷したため、大会出場は叶わなかった。

### 現役引退後
現役引退後は、2018年よりスポーツマネジメント会社「ベスト・オブ・ユー・スポーツ」に所属、選手の代理人業務を開始した。また2022年5月には、ブラジルサッカー連盟のA級ライセンスを取得したことも明かしている。 

## 人物
2005年12月、長年の遠距離恋愛を経て5つ下のブラジル人女性カロリーネ・セリコと母国ブラジルにて結婚した。彼女の母親はディオールのブラジル支社の幹部。2008年6月10日に長男ルーカスが、2011年4月23日に長女イザベラが誕生した。完璧とも言えるカップルであったが、2014年11月に離婚、9年間の夫婦生活に終止符を打った。離婚理由についてはブラジルを拠点とするカロリーネ夫人とカカのオーランド・シティ移籍によるすれ違い生活と報じられている。しかし、離婚から2ヶ月後の2015年1月に一転してカロリーネ夫人がSNS上で復縁を発表するなど、再婚に向けた動きも見られたが結局、2015年8月に再び破局を発表している。
その後、2016年頃から13歳年下のブラジル人モデル、カロリーナ・ディアスとの交際が報じられ、2019年11月に再婚した。2020年にはカカにとっては第三子となる女児が誕生。
実弟のロドリゴも2005年にACミランへ入団、ジゴン（Digão）の名で選手登録されている。ジゴンは2007年夏にレンタル終了でミランに復帰し、兄と共にプレーしていた。また、呂比須ワグナーとは仲がよく、オフの時はゴルフに行く。カカにとってのアイドルは、ブラジル代表やサンパウロFC、パリ・サンジェルマンなどでプレーしたライー。

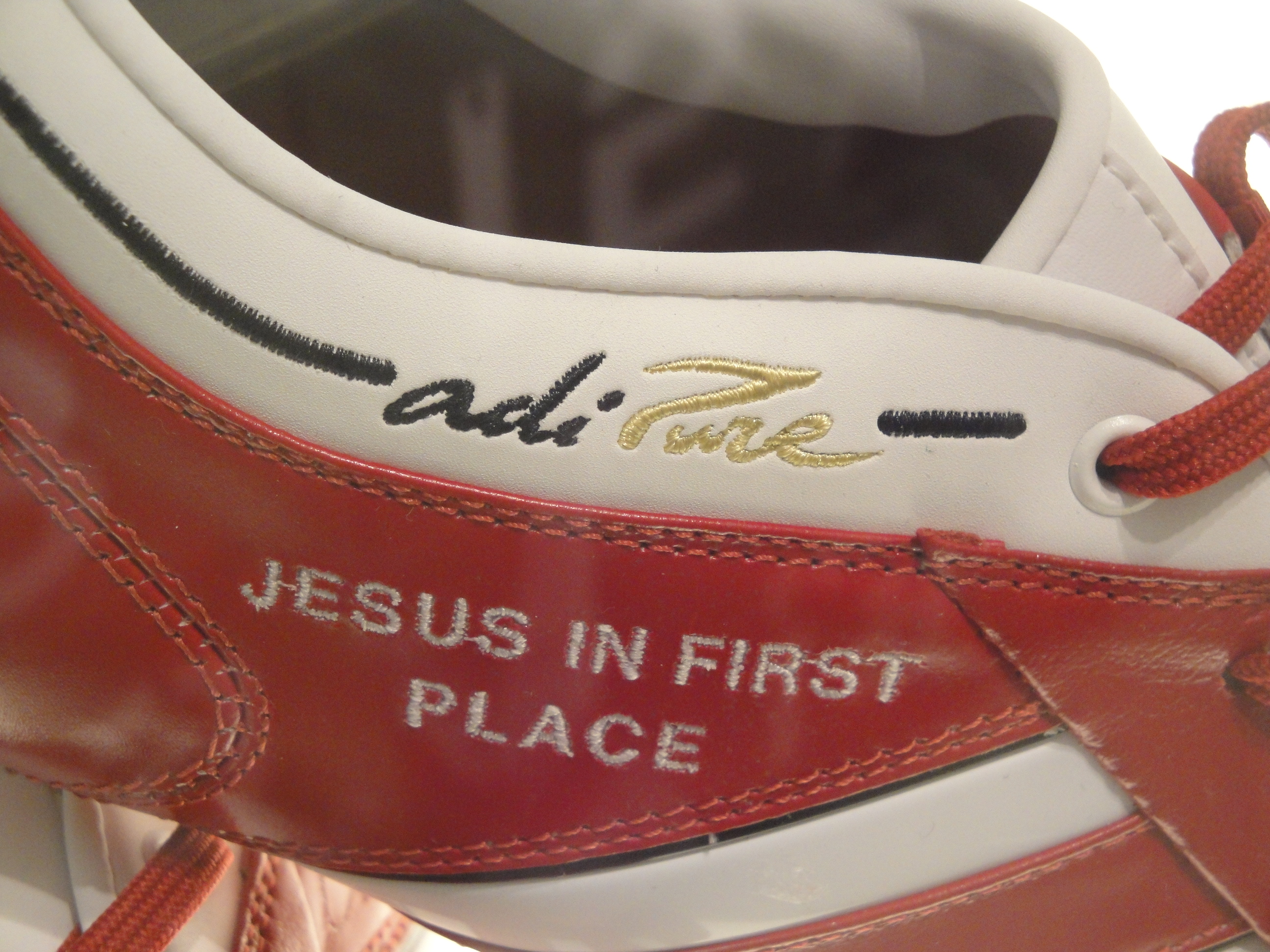
カカのシューズ

キリスト教の福音主義の一派「キリストの再生教会」（本部サン・パウロ）の信者である。愛読書は聖書、好きな音楽はゴスペル、座右の銘は聖書の言葉の「神に忠実なれ」。無人島に3つ物を持っていくとすればサッカーボール、聖書、iPodを持っていきたいと語っている。FIFAクラブワールドカップ2007決勝戦のボカ・ジュニアーズ戦などの試合でゴールを決めた後に「私はイエスのもの」という意味の「I BELONG TO JESUS」という文字が書かれたシャツを見せた他、The Prizeというクリスチャンのサッカー選手の話を集めたDVDに出演 した際に、「SEXは結婚してからの祝福」と発言し、結婚するまで童貞だった事も告白している。ブラジルのゲイ雑誌が彼のそっくりさんのヌードを掲載すると知った際には、「その企画に何らかの形で「カカ」の名前が載った場合、名誉毀損で雑誌を告訴する」と強く主張した。
前述の事故の影響で近視になったカカは、試合中はコンタクトレンズを使用し、普段は度の強いメガネをしていたが、2007年6月に極秘でレーシック手術を受けた模様。
用具等はアディダス社と契約している。アルマーニの広告モデルを務めたこともある。また、エレクトロニック・アーツのゲームソフト、FIFA11のカバーにも選ばれた。
2007年2月にイタリア国籍を取得している。

## 名前
「カカ（Kaká）」という名前は、幼い弟が本名の「リカルド」を発音できずに「カカ」と呼んでいたことに由来する。そのため何の意味も込められたものではない。しかし、イタリアやポルトガルなどのラテン語圏において、「カカ」と言う呼び名は発音によっては汚物（CACCA）を意味するため、ACミランへ移籍する際は愛称を変えなくてはならないというような議論もされたようで、またミランより先にオファーしていたユヴェントスFCがこのような理由で獲得を断念したという。「Kaká」は2番目の「á」にアクセントをつけて発音するため、「カ（ッ）カァ」という感じで聞こえることが多い。なお、イタリア語などでは、そのアクセントの表記法に従いKakàとなることがある。ミランでは本名に由来する「リッキー」という愛称で呼ばれていた。

## エピソード

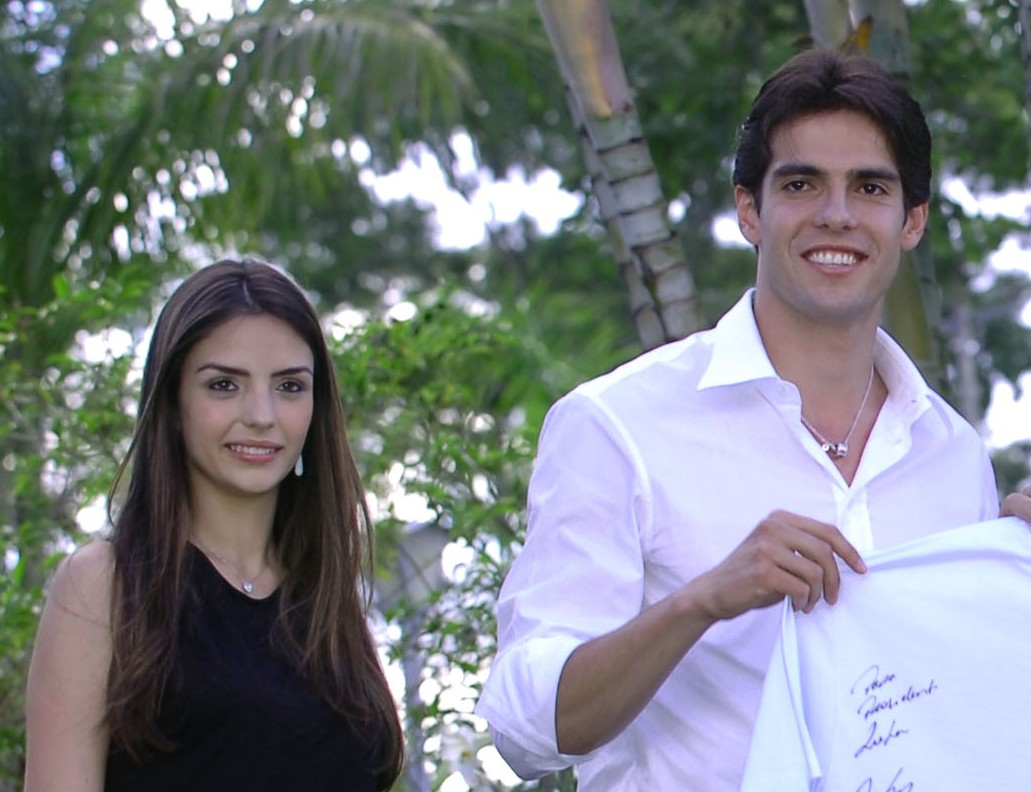
カカと妻のカロリーネ

- ACミラン加入の際の移籍金の内、カカ自身の取り分をお世話になったお礼にとサンパウロFCへ渡した。これを知ったミラン経営陣は感激してもう一度カカの取り分を支払った。
- FIFAクラブワールドカップ2007の大会MVP受賞で獲得した賞金約2050万円（12万8000ユーロ）を、ACミランが運営する基金に全額寄付した[50]。
- 2013年シーズンにACミランに復帰後、左足内転筋を負傷して全治1か月と診断された際、治療期間中の報酬を辞退するとクラブに申し入れた[51]。
- 世界屈指の人気選手であり、Twitterのフォロワー数は2014年6月現在で約1960万人である。世界のあらゆるアスリートの中でもクリスティアーノ・ロナウドに次いで2番目に多い[52]。
- 2017年5月、ESPNは世界で最も有名なアスリート100人を発表し、カカは18位に選出された。サッカー選手ではクリスティアーノ・ロナウド、リオネル・メッシ、ネイマールに次ぐ4位[53]。
- 2017年に引退を発表した際、サンパウロ時代に同じチームでプレーしたガンバ大阪のFWアデミウソンはカカを「僕のアイドル」と称賛した[54]。また、自身が7年間在籍したACミランは、公式ツイッターで「Obrigado,KAKA!!Rossonero per sempre.」（ありがとう、カカ！　君はずっとミランの一員だ）と綴り、多くのタイトルをミランにもたらした同選手への感謝の意を示した[55]。

## 日本との関わり
- 「もがみ国際交流協会」を通じたサンパウロFCのジュニアチームと地元少年サッカー少年団との国際親善試合の第1回の招待チームの一員として1993年10月に訪日し、山形県最上町に滞在したことがある[56]。当時11歳だったカカは、この試合で最優秀選手に選ばれ、賞金5千円を獲得[57]。この時の賞金の出どころは、宮城県塩釜市で現在小学生たちにサッカーを教えている小幡忠義のポケットマネー。このお金は、「初めてのギャラだ」としてブラジルの実家で大切に保管してあるとのこと。またこのときホームステイした家庭及び協会の事務局長を務めた人物とは今もなお親交があり、カカのことを「日本人以上に律儀な子」と語っているほか、FIFAクラブワールドカップ2007出場のため来日した際には2007年12月6日に放送された同大会の特番の番組内で再会を果たしている。なお、事務局長夫婦とのその後の交流を描いた物語が、「日本のお父さん、お母さん」というタイトルで平成20年度の日本の小学校の道徳の副読本に掲載された。
- FIFAクラブワールドカップ2007出場のため来日していた2007年12月8日、パオロ・マルディーニやカフー、クラレンス・セードルフらACミランのチームメイト及びスタッフと共に横浜アリーナで開催されたK-1 WORLD GP 2007 FINALの観戦に訪れ、同大会の中継でも観戦している様子が流された[要出典]。
- PlaystationとVAIOの連携によるワールドカップ企画のプロモーションのため、2010年5月28日に配信された週刊トロ・ステーション第三十号にビデオレターで出演。「トロ・ステーションを見ているみんな、こんにちは!カカです」と挨拶した[要出典]。

## 個人成績

### クラブ
| クラブ             | シーズン | リーグ戦 | リーグ戦 | カップ戦 | カップ戦 | 欧州カップ戦 | 欧州カップ戦 | その他 | その他 | 期間通算 | 期間通算 |
| クラブ             | シーズン | 出場     | 得点     | 出場     | 得点     | 出場         | 得点         | 出場   | 得点   | 出場     | 得点     |
| ------------------ | -------- | -------- | -------- | -------- | -------- | ------------ | ------------ | ------ | ------ | -------- | -------- |
| サンパウロ         | 2001     | 27       | 12       | 7        | 1        | 5            | 0            | 16     | 4      | 55       | 17       |
| サンパウロ         | 2002     | 22       | 9        | 9        | 6        | -            | -            | 17     | 8      | 48       | 23       |
| サンパウロ         | 2003     | 10       | 2        | 5        | 0        | -            | -            | 7      | 5      | 22       | 7        |
| サンパウロ         | 通算     | 59       | 23       | 21       | 7        | 5            | 0            | 40     | 17     | 125      | 47       |
| ACミラン           | 2003-04  | 30       | 10       | 4        | 0        | 10           | 4            | 1      | 0      | 45       | 14       |
| ACミラン           | 2004-05  | 36       | 7        | 1        | 0        | 13           | 2            | 1      | 0      | 51       | 9        |
| ACミラン           | 2005-06  | 35       | 14       | 2        | 0        | 12           | 5            | -      | -      | 49       | 19       |
| ACミラン           | 2006-07  | 31       | 8        | 2        | 0        | 15           | 10           | -      | -      | 48       | 18       |
| ACミラン           | 2007-08  | 30       | 15       | 0        | 0        | 9            | 3            | 3      | 2      | 42       | 20       |
| ACミラン           | 2008-09  | 31       | 16       | 1        | 0        | 4            | 0            | -      | -      | 36       | 16       |
| ACミラン           | 通算     | 193      | 70       | 10       | 0        | 63           | 24           | 5      | 2      | 271      | 96       |
| R・マドリード      | 2009-10  | 25       | 8        | 1        | 0        | 7            | 1            | -      | -      | 33       | 9        |
| R・マドリード      | 2010-11  | 14       | 7        | 3        | 0        | 3            | 0            | -      | -      | 20       | 7        |
| R・マドリード      | 2011-12  | 27       | 5        | 4        | 0        | 8            | 3            | 1      | 0      | 40       | 8        |
| R・マドリード      | 2012-13  | 19       | 3        | 2        | 1        | 6            | 1            | 0      | 0      | 27       | 5        |
| R・マドリード      | 通算     | 85       | 23       | 10       | 1        | 24           | 5            | 1      | 0      | 120      | 29       |
| ACミラン           | 2013-14  | 30       | 7        | 1        | 0        | 6            | 2            | -      | -      | 37       | 9        |
| ACミラン           | 通算     | 30       | 7        | 1        | 0        | 6            | 2            | 0      | 0      | 37       | 9        |
| サンパウロ         | 2014     | 19       | 2        | 0        | 0        | 5            | 1            | -      | -      | 24       | 3        |
| サンパウロ         | 通算     | 19       | 2        | 0        | 0        | 5            | 1            | 0      | 0      | 24       | 3        |
| オーランド・シティ | 2015     | 28       | 9        | 2        | 1        | -            | -            | -      | -      | 30       | 10       |
| オーランド・シティ | 2016     | 24       | 9        | 0        | 0        | -            | -            | -      | -      | 24       | 9        |
| オーランド・シティ | 2017     | 23       | 6        | 1        | 0        | -            | -            | -      | -      | 24       | 6        |
| オーランド・シティ | 通算     | 75       | 24       | 3        | 1        | 0            | 0            | 0      | 0      | 78       | 25       |
| 総通算             | 総通算   | 461      | 149      | 44       | 9        | 102          | 31           | 46     | 19     | 654      | 208      |

## 代表歴

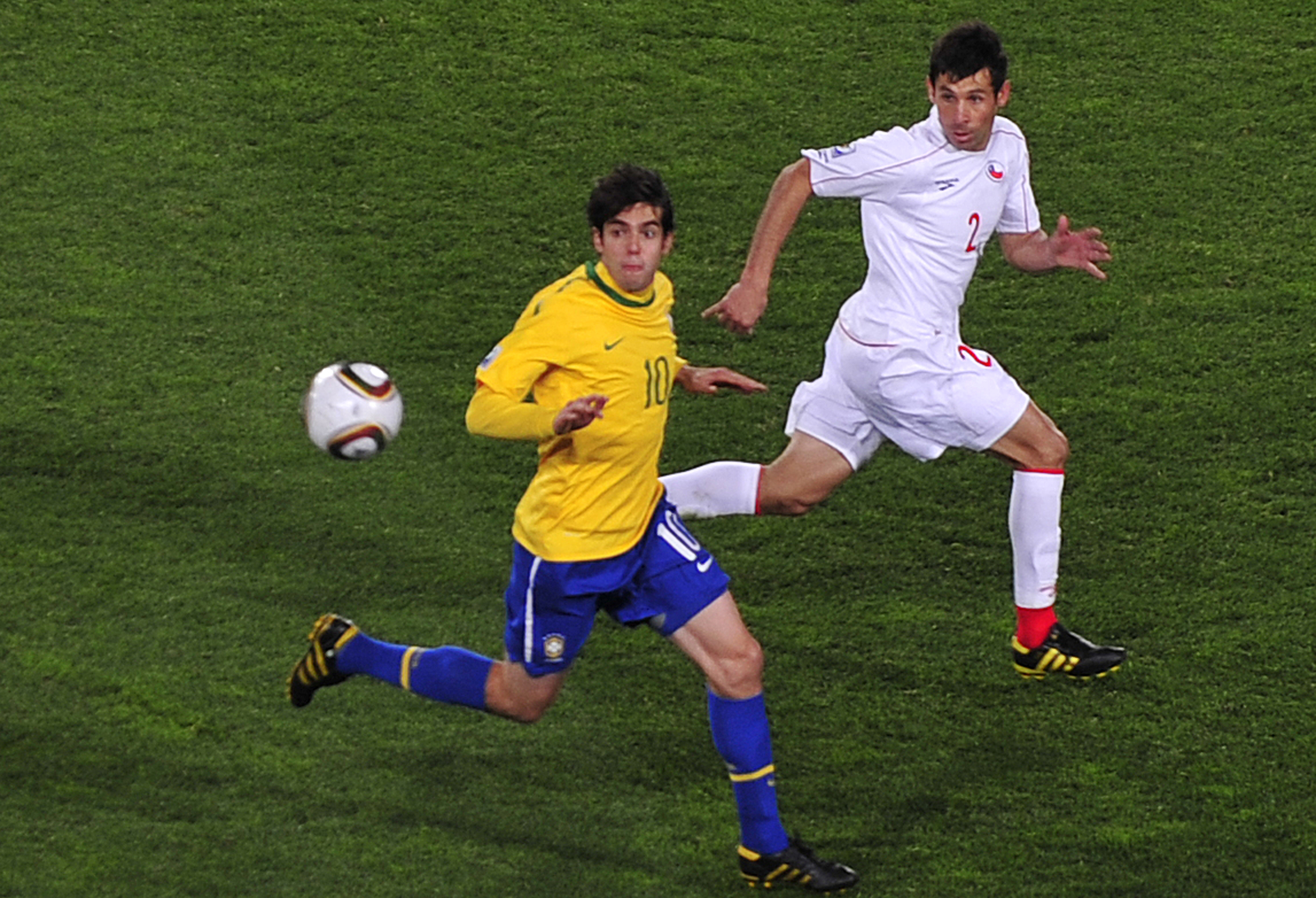
ブラジル代表でプレーするカカ
（FIFAワールドカップ南アフリカ大会、決勝トーナメント1回戦、チリ戦）

### 出場大会
- 1999年 :    FIFA U-17世界選手権大会 - 優勝
- 2001年 :    FIFAワールドユース選手権 - ベスト8
- 2002年1月31日 : ボリビア戦でブラジルA代表デビュー
- 2002年 :    FIFAワールドカップ日韓大会 - 優勝
- 2005年 :    FIFAコンフェデレーションズカップ - 優勝
- 2006年 :    FIFAワールドカップドイツ大会 - ベスト8
- 2009年 :    FIFAコンフェデレーションズカップ - 優勝
- 2010年 :    FIFAワールドカップ南アフリカ大会 - ベスト8

### 試合数
| ブラジル代表 | 国際Aマッチ | 国際Aマッチ |
| 年           | 出場        | 得点        |
| ------------ | ----------- | ----------- |
| 2002         | 5           | 1           |
| 2003         | 10          | 5           |
| 2004         | 8           | 3           |
| 2005         | 13          | 3           |
| 2006         | 11          | 5           |
| 2007         | 12          | 5           |
| 2008         | 3           | 1           |
| 2009         | 13          | 1           |
| 2010         | 7           | 1           |
| 2012         | 3           | 2           |
| 2013         | 2           | 0           |
| 2014         | 2           | 0           |
| 2015         | 2           | 0           |
| 2016         | 1           | 0           |
| 通算         | 92          | 29          |

### 得点
| #  | 開催日         | 開催地               | 対戦国           | スコア | 結果 | 大会                                 |
| -- | -------------- | -------------------- | ---------------- | ------ | ---- | ------------------------------------ |
| 1  | 2002年3月7日   | クイアバ             | アイスランド     | 3–0    | 6–1  | 親善試合                             |
| 2  | 2003年7月19日  | マイアミ             | コロンビア       | 1–0    | 2–0  | 2003 CONCACAFゴールドカップ          |
| 3  | 2003年7月19日  | マイアミ             | コロンビア       | 2–0    | 2–0  | 2003 CONCACAFゴールドカップ          |
| 4  | 2003年7月23日  | マイアミ             | アメリカ合衆国   | 1–1    | 1–2  | 2003 CONCACAFゴールドカップ          |
| 5  | 2003年9月7日   | バランキヤ           | コロンビア       | 1–2    | 1–2  | 2006 FIFAワールドカップ・南米予選    |
| 6  | 2003年11月19日 | クリチバ             | ウルグアイ       | 1–0    | 3–3  | 2006 FIFAワールドカップ・南米予選    |
| 7  | 2004年4月28日  | ブダペスト           | ハンガリー       | 0–1    | 1–4  | 親善試合                             |
| 8  | 2004年10月10日 | マラカイボ           | ベネズエラ       | 0–1    | 2–5  | 2006 FIFAワールドカップ・南米予選    |
| 9  | 2004年10月10日 | マラカイボ           | ベネズエラ       | 0–2    | 2–5  | 2006 FIFAワールドカップ・南米予選    |
| 10 | 2005年3月27日  | ゴイアニア           | ペルー           | 1–0    | 1–0  | 2006 FIFAワールドカップ・南米予選    |
| 11 | 2005年6月29日  | フランクフルト       | アルゼンチン     | 2–0    | 4–1  | FIFAコンフェデレーションズカップ2005 |
| 12 | 2005年11月10日 | アブダビ             | アラブ首長国連邦 | 0–1    | 0–8  | 親善試合                             |
| 13 | 2006年6月4日   | ジュネーブ           | ニュージーランド | 3–0    | 4–0  | 親善試合                             |
| 14 | 2006年6月13日  | ベルリン             | クロアチア       | 1–0    | 1–0  | 2006 FIFAワールドカップ              |
| 15 | 2006年9月3日   | ロンドン             | アルゼンチン     | 3–0    | 3–0  | 親善試合                             |
| 16 | 2006年10月10日 | ストックホルム       | エクアドル       | 2–1    | 2–1  | 親善試合                             |
| 17 | 2006年11月15日 | バーゼル             | スイス           | 1–2    | 1–2  | 親善試合                             |
| 18 | 2007年3月24日  | ヨーテボリ           | チリ             | 2–0    | 4–0  | 親善試合                             |
| 19 | 2007年9月12日  | フォックスボロ       | メキシコ         | 2–1    | 3–1  | 親善試合                             |
| 20 | 2007年10月17日 | リオデジャネイロ     | エクアドル       | 3–0    | 5–0  | 2010 FIFAワールドカップ・南米予選    |
| 21 | 2007年10月17日 | リオデジャネイロ     | エクアドル       | 4–0    | 5–0  | 2010 FIFAワールドカップ・南米予選    |
| 22 | 2007年11月18日 | リマ                 | ペルー           | 0–1    | 1–1  | 2010 FIFAワールドカップ・南米予選    |
| 23 | 2008年10月11日 | サン・クリストバル   | ベネズエラ       | 0–1    | 0–4  | 2010 FIFAワールドカップ・南米予選    |
| 24 | 2009年6月6日   | モンテビデオ         | ウルグアイ       | 0–4    | 0–4  | 2010 FIFAワールドカップ・南米予選    |
| 25 | 2009年6月15日  | ブルームフォンテーン | エジプト         | 1–0    | 4–3  | FIFAコンフェデレーションズカップ2009 |
| 26 | 2009年6月15日  | ブルームフォンテーン | エジプト         | 4–3    | 4–3  | FIFAコンフェデレーションズカップ2009 |
| 27 | 2010年6月7日   | ダルエスサラーム     | タンザニア       | 0–4    | 1–5  | 親善試合                             |
| 28 | 2012年10月11日 | マルメ               | イラク           | 3–0    | 6–0  | 親善試合                             |
| 29 | 2012年10月16日 | ヴロツワフ           | 日本             | 4–0    | 4–0  | 親善試合                             |

## 獲得タイトル
代表
- 1999 : 1999 FIFA U-17世界選手権
- 2002 : FIFAワールドカップ2002
- 2005 : FIFAコンフェデレーションズカップ2005
- 2009 : FIFAコンフェデレーションズカップ2009

クラブ
- サンパウロFC
  - 2001 : ヒオ・サンパウロ杯
- ACミラン
  - セリエA : 2003-2004
  - イタリア・スーパーカップ : 2004
  - UEFAチャンピオンズリーグ : 2006-2007
  - UEFAスーパーカップ : 2007
  - FIFAクラブワールドカップ : 2007
- レアル・マドリード
  - コパ・デル・レイ : 2010-2011
  - リーガ・エスパニョーラ : 2011-2012
  - スーペルコパ・デ・エスパーニャ : 2012

個人
- 2002年 : ボーラ・ジ・オーロ(ブラジル全国選手権MVP)
- 2003年 - 2004年 : オスカル・デル・カルチョ(セリエAリーグMVP、最優秀外国人選手賞)
- 2004年 - 2005年 : UEFAチャンピオンズリーグ最優秀MF
- 2005年 - 2006年 : オスカル・デル・カルチョ(セリエA最優秀外国人選手賞)
- 2006年:
  - UEFAチーム・オブ・ザ・イヤー
- 2006年 - 2007年:
  - UEFA年間最優秀選手(UEFAチャンピオンズリーグMVP)
  - UEFAチャンピオンズリーグ得点王、最優秀FW
  - オスカル・デル・カルチョ(セリエAリーグMVP、最優秀外国人選手賞)
- 2007年:
  - バロンドール
  - FIFA最優秀選手賞
  - FIFPro年間最優秀選手賞
  - UEFAチーム・オブ・ザ・イヤー
  - 英誌ワールドサッカー選出世界年間最優秀選手賞
- 2007年 - 2008年 : FIFAクラブワールドカップ大会MVP
- 2009年 - FIFAコンフェデレーションズカップ大会MVP（ゴールデンボール）